# 三浦啓之助
三浦 啓之助（みうら けいのすけ、嘉永元年11月11日〈1848年12月6日〉 - 明治10年〈1877年〉2月26日）は、日本の武士・新選組隊士。

## 人物
幕末期の洋学者・佐久間象山とその妾・お蝶の子で、本名は佐久間 恪二郎（）。ちなみに「三浦」は義母・順（勝海舟の妹）の姓である。
元治元年（1864年）に父・象山に随身して入洛するも、同年7月11日に父が暗殺されてしまう。この時、父の門弟・山本覚馬に仇討ちを勧められ、新選組へ入隊する。近藤勇はこのとき三浦の心情に感銘を受け、義挙を支える約束をしたという。しかし叔父にあたる勝海舟は入隊を憂慮していた。また、京都所司代の松平定敬は松代藩に対し、佐久間家断絶処分の見直しを打診している。
入隊後は局長・近藤勇の側近となり、他の平隊士よりも丁重に扱われたが、次第に父譲りの傲慢さが露わになり、芦谷昇たちと共に粗暴を働くようになる（その為、土方歳三や沖田総司からは終始目を付けられていた）。
そして慶応2～3年頃、芦谷と共に新選組を脱走する（但し、それ以前に土方が松代藩への帰藩を促したことがあるが、啓之助自身はこれを拒否している）。慶応4年（1868年）、勝の紹介で慶應義塾に入学するが、女性問題が重なり結婚を機に退学する。
明治維新後は恪（）と名を改め、勝の後ろ盾や象山の息子であることを利用して司法省に出仕するも、警察官と喧嘩を起こし免職となる。その後は松山県裁判所判事として松山に赴任したが、明治10年（1877年）2月26日に鰻を食べての食中毒または溺死で死亡したとも言われている。享年30〜31。

## 三浦啓之助が登場する作品
小説
- 山田風太郎『おれは不知火』
- 子母沢寛『幕末奇談』

漫画
- 手塚治虫『新選組 (手塚治虫の漫画)』（集英社少年ブック）
- 村上もとか『JIN-仁-』
- 富沢義彦（原作）・朝日曼耀（漫画）『戦国新撰組』
- ヒラマツ・ミノル『アサギロ 〜浅葱狼〜』

ドラマCD
- 薄桜鬼 真改 ドラマCD〜珍客逗留始末〜（2016年 演：濱健人）

テレビドラマ
- 『八重の桜』（2013年 NHK大河ドラマ、演：下江昌也）